# Insurrección en Puebla (1823)
La Insurrección en Puebla (1823) fue un conflicto armado encabezado por una fracción imperialista luego de la caída del Primer Imperio Mexicano y la victoria de la Revolución del Plan de Casa Mata.

## Levantamiento de Vicente Gómez
A los pocos días de conocer la noticia de la Rebelión de Tierra Caliente, el Congreso fue notificado de que en la provincia de Puebla se había levantado el antiguo guerrillero Vicente Gómez, quién se destacó durante la Independencia de México por la crueldad con la que cometió asaltos y asesinatos a los españoles con el grado de Capitán. Gómez, había logrado reunir de nueva cuenta unos cuantos hombres que se llamaban así de la Santa-Liga, y diciéndose comisionado por el general Luis Quintanar de Guadalajara y defensor del trono de Agustín de Iturbide, asaltó una gran cantidad de pueblos y rancherías en Puebla.

## Guerrilla de Reguera
Además del levantamiento de Vicente Gómez, existió otro nombre sonado por aquellos años que parecieron ser parte o dar apoyo a la Santa-Liga, la guerrilla de Reguera. Reguera apareció en Puebla al mismo tiempo que Gómez, e hizo sus correrías por Tehuacán, ocupando de paso el Cerro Colorado y sus inmediaciones, pues creyó sería el lugar idóneo para hacerse fuerte.

## Desenlace
Tanto como Reguera como Gómez fueron oportunamente perseguidos por el Ejército, hasta que fue aprehendido el primero, disolviéndose sus fuerzas, y desterrado a California el segundo, donde finalmente murió. 